# Charles Hautier
Pour les articles homonymes, voir Hautier.
Charles Hautier né à Eysins le 14 mai 1896 et mort le 25 septembre 1946, est un aviateur et pionnier de l'aviation suisse.

## Biographie
Charles Hautier était capitaine dans l'Armée suisse. Le 31 octobre 1922, il reçoit le brevet de pilote d'avions de transport n° 18, ce qui en fait un des premiers aviateurs suisses.
Il meurt dans un accident d'avion au large de Sète en compagnie de Franz von Hoesslin.
Il est un descendant de Jacques Cassard.

## Sources
Articles de presse (Quotidiens de l'époque)